# Marcus Walz (Motorradbauer)

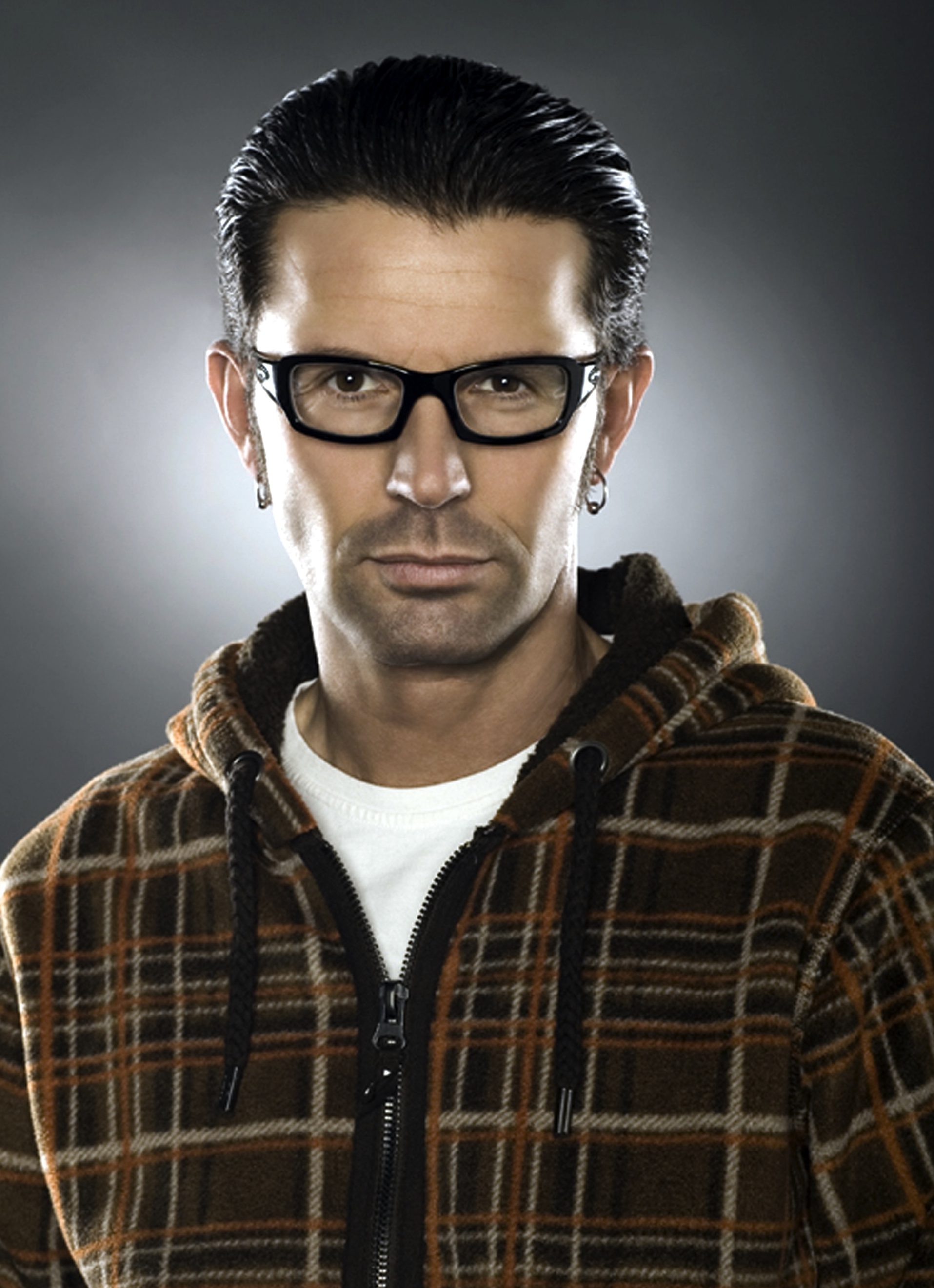
Marcus Walz (Porträt 1)

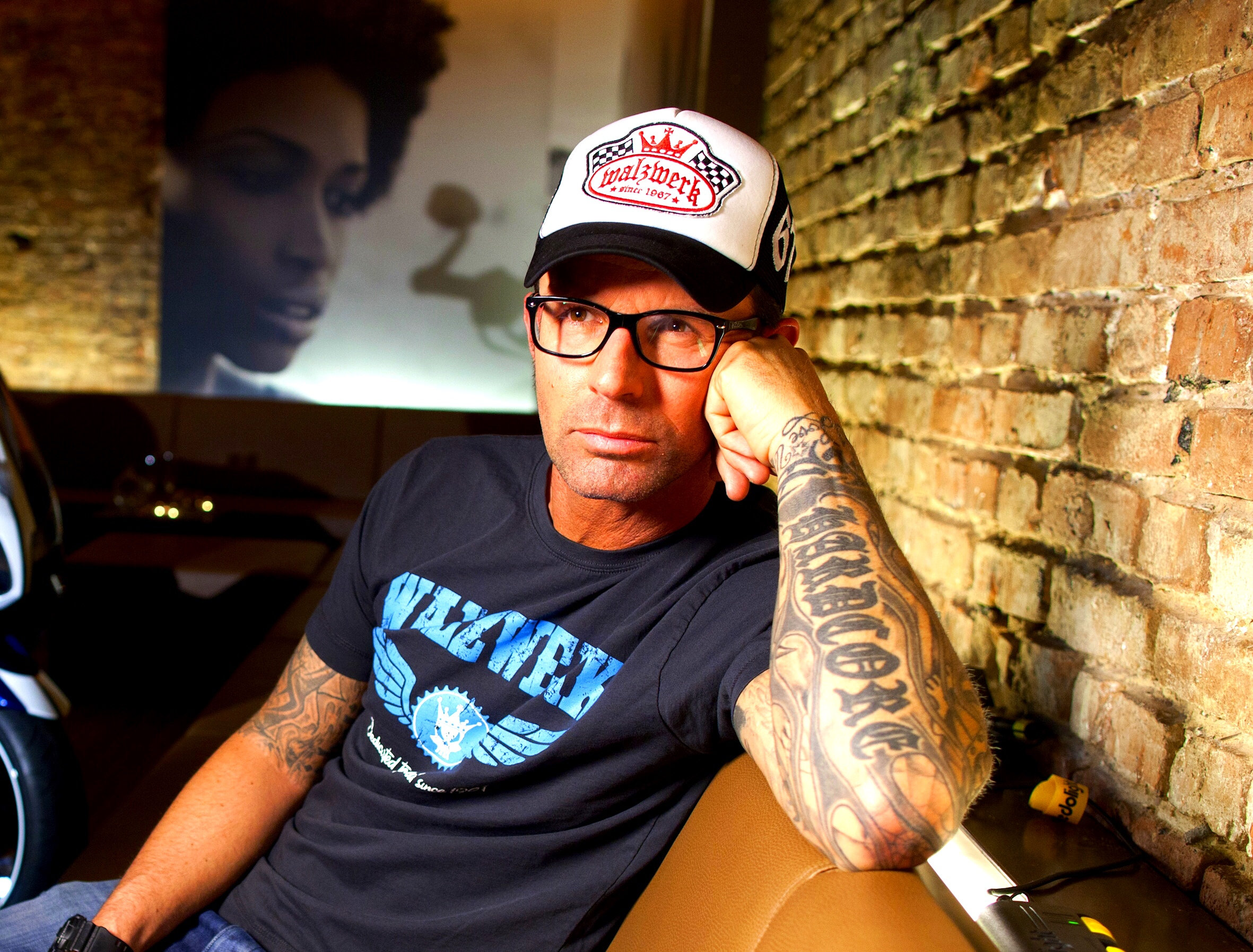
Marcus Walz (Porträt 2)

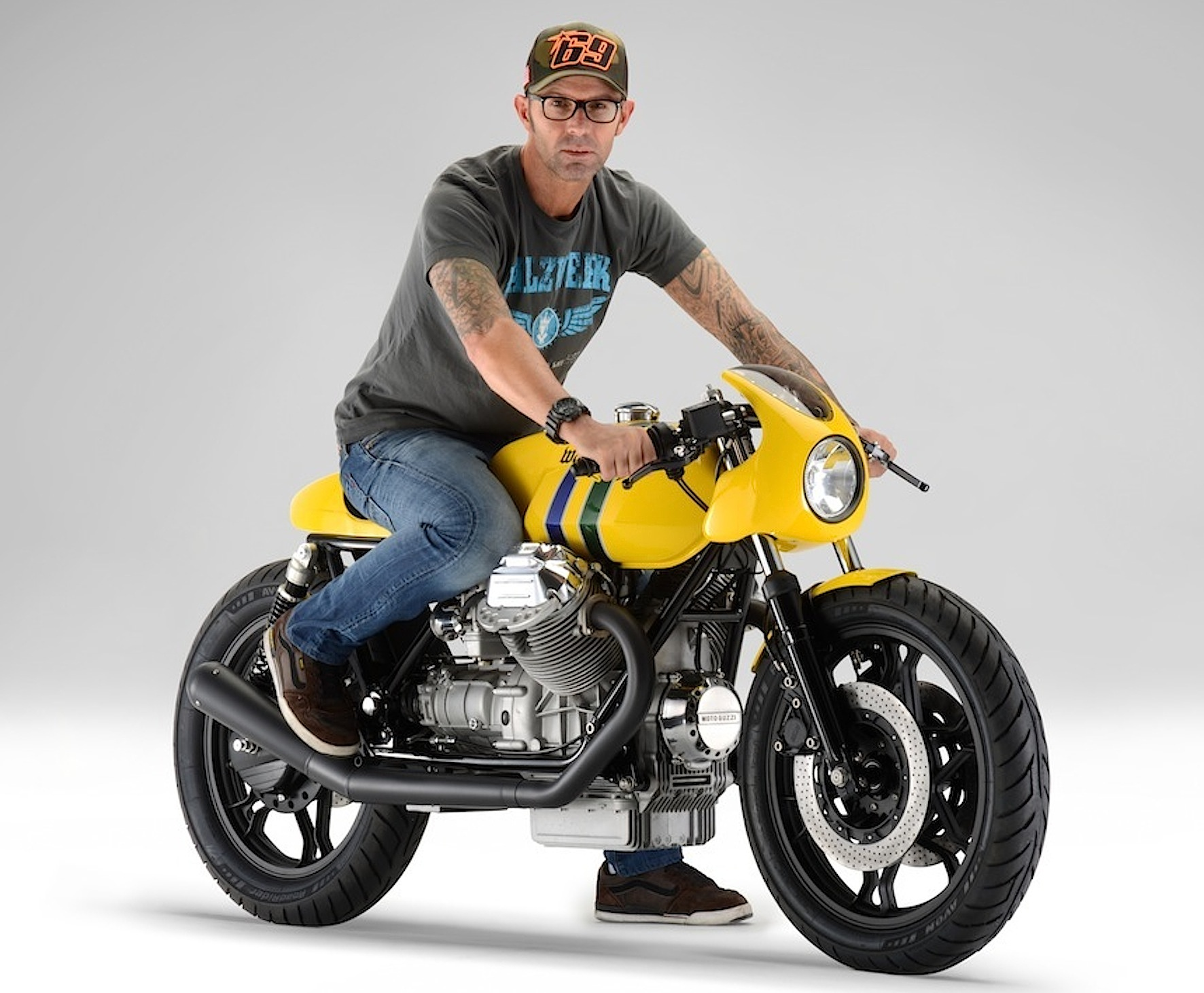
Marcus Walz auf dem „Ayrton Senna Tribute Bike“ auf Basis einer 1976er Moto Guzzi Le Mans 1, die er 2014 zu Ehren der Formel 1 Legende Ayrton Senna zu dessen 20-jährigem Todestag baute.

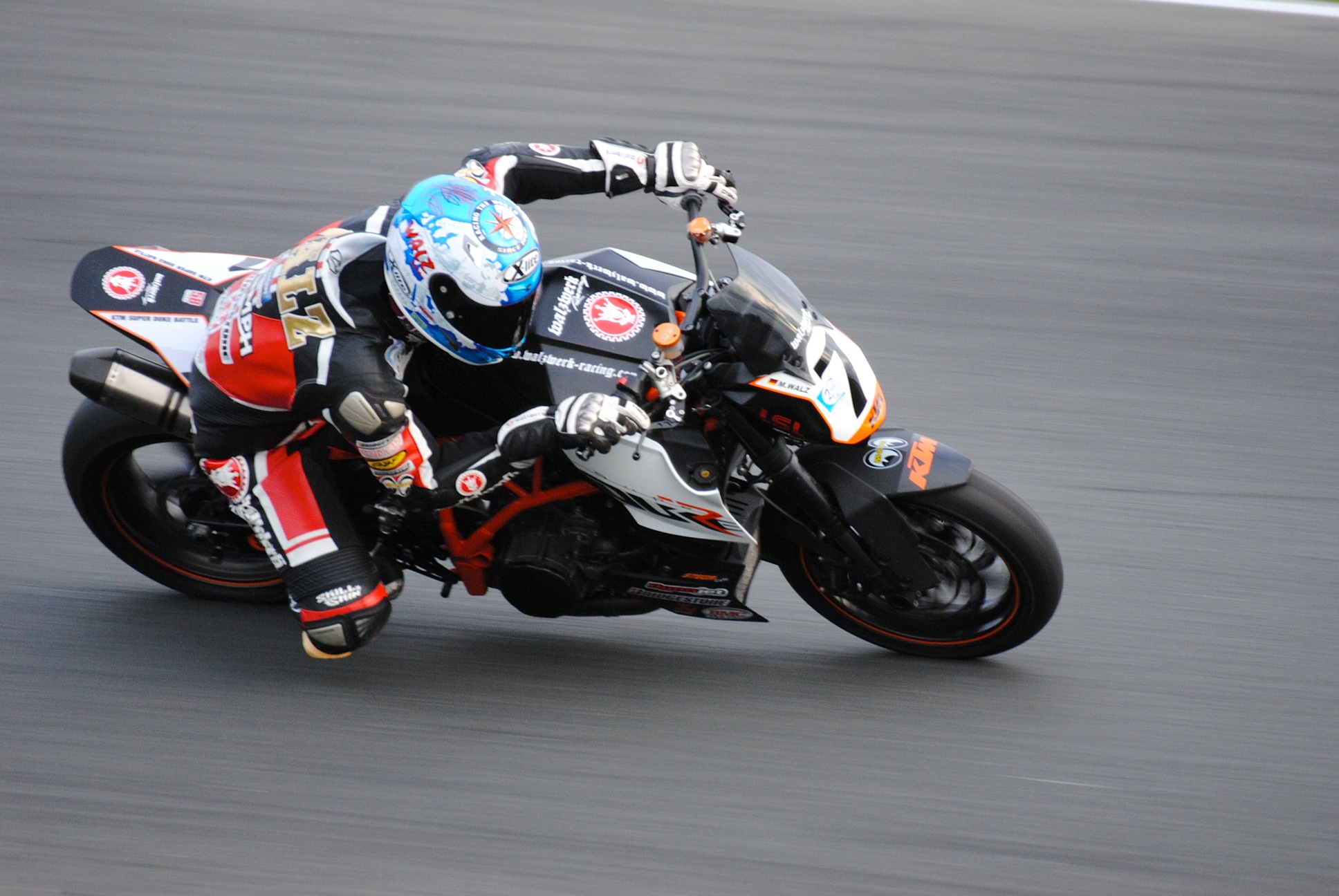
Walz auf einer KTM 990 Superduke während eines Rennens in Brünn/CZ.

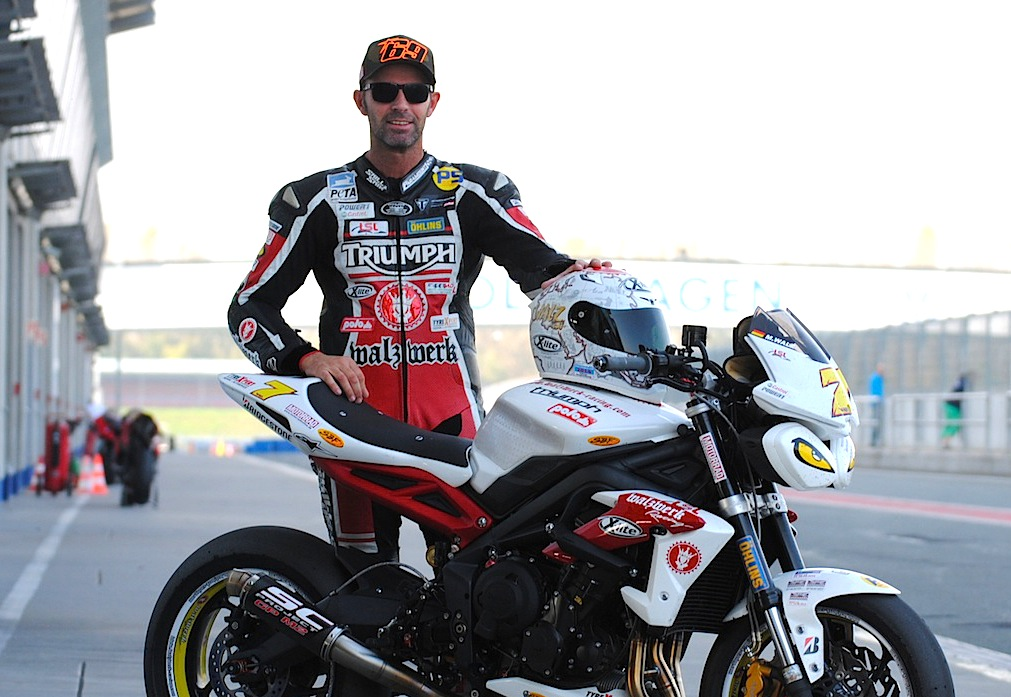
Beim Biketoberfest 2014 in Oschersleben erreichte Walz auf einer Triumph Street Triple den 2. Platz in der Klasse „Pro Bears“.

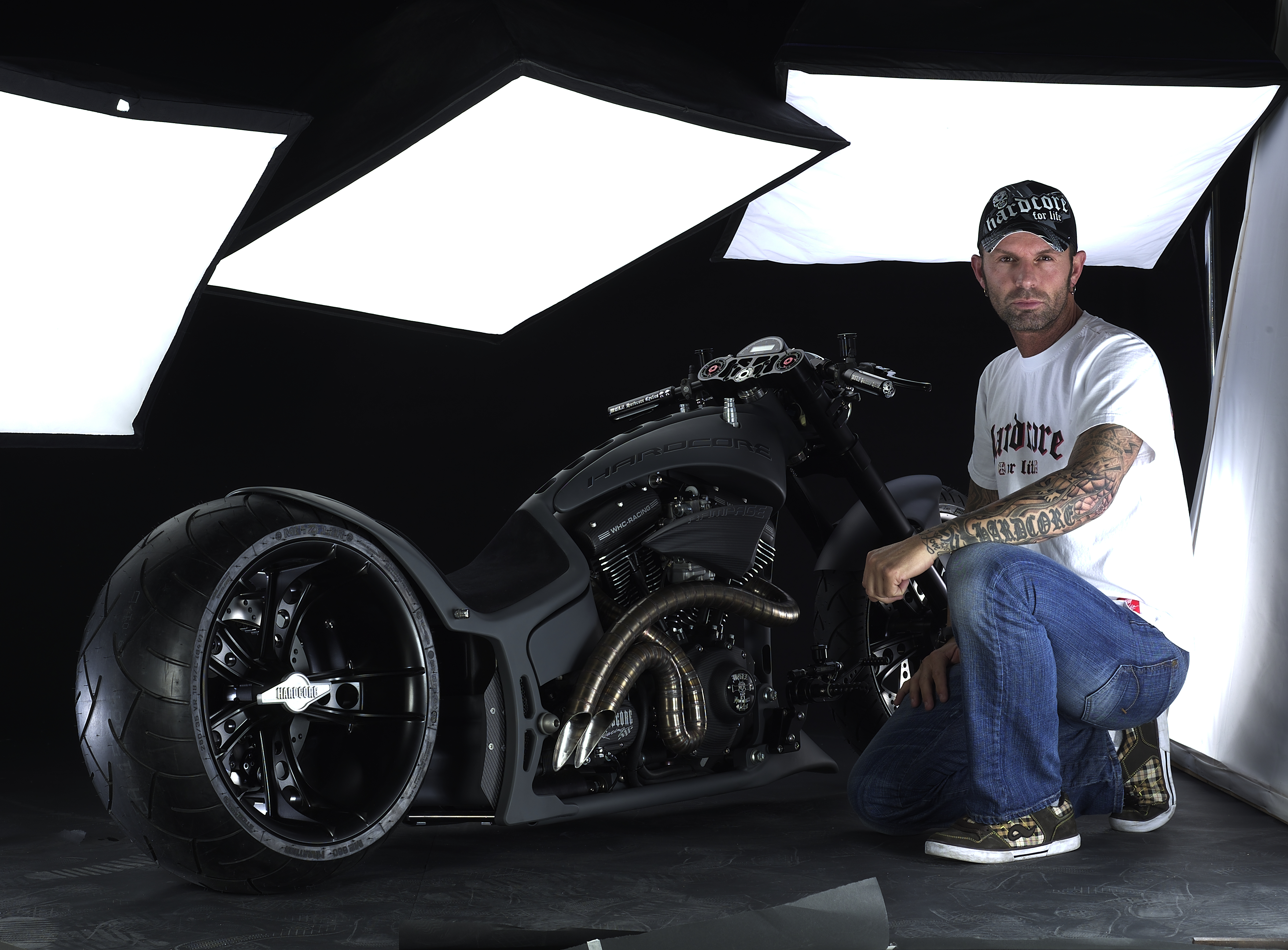
Walz mit einem der „Hardcore-Bikes“, der „RAMPAGE“ aus 2010.

Marcus Walz (* 17. Juli 1967 in Heidelberg) ist ein deutscher Custombike-Bauer, Rennfahrer, Buchautor und TV-Protagonist. Er ist Gründer der Unternehmen Walz-Hardcore Cycles, WalzWerk-Racing und WalzWerk-Cafe.
Neben seinen Custombikes entwirft und vertreibt Walz auch eine eigene Bekleidungslinie.

## Leben
In der Nähe des Hockenheimrings aufgewachsen, stand für Marcus Walz schon früh der Motorsport im Fokus. Nach der Schule begann er eine Ausbildung zum Maschinenbauer, die er 1985 erfolgreich beendete. In diesem Beruf arbeitete er bis 1992. Zunächst begann er, Motorräder zu sammeln, an Autos herum zu schrauben und an Motocross-Rennen teilzunehmen. 1992 unterhielt er eine Privatwerkstatt, die er Ende 1992 als Gewerbe anmeldete und so im Januar 1993 die Firma Walz Hardcore Cycles gründete. Nachdem der Pferdestall zu eng wurde, zog die kleine Firma im Sommer 1994 in einen 600 m² großen Neubau im Hockenheimer Industriegebiet.
1998 erfand und entwickelte er den „Drag-Style“-Rahmen und schaffte mit seiner Firma den internationalen Durchbruch. Es handelt sich dabei um einen speziellen Rahmen, der sich an die Optik von „Dragster-Rennmaschinen“ anlehnt und dem Rahmen dann schlussendlich auch den Namen gab. Obwohl Walz den Namen „Drag-Style“ erfand, kam es 2004 durch einen Mitbewerber zur Anzeige, der die Namensrechte für sich beanspruchte. Ein Gericht bestätigte 2005 im Rahmen eines Markenrechtstreits, dass der Name „Drag Style“ namensrechtlich nicht schützbar ist, sondern vielmehr einen Gattungsbegriff wie „Chopper“ oder „Enduro“ darstellt.
Kurz vor der Jahrtausendwende wurde der Fortgang seiner Firma durch den Tod seiner Mutter beeinträchtigt. Er zog sich 1999/2000 fast vollständig aus dem Tagesgeschäft zurück.
Mitte 2000 stieg Michael Winkler als Geschäftspartner in die Firma ein und übernahm die Geschäftsführung, während Walz sich nun auf das Marketing, die Organisation bei Messen und Ausstellungen, um neue Promotion-Bikes und die Entwicklung neuer Produkte konzentrierte.
In den Jahren 2004–2006 wurde Walz als einziger nicht in Amerika lebende Bike Builder zu der „Artistry in Iron“–Show in Las Vegas eingeladen, die jährlich im Rahmen des Las Vegas Bikefests stattfindet. Im Frühjahr 2006 nahm er an der amerikanischen Kult-TV-Show „Biker Build-Off“ des Discovery Channels teil und ist bis heute der erste Nicht-Amerikaner der diese Show gewinnen konnte.
2007 drehte Spiegel TV eine zweiteilige Dokumentation über Walz und seine Firma. Unter dem irreführenden Titel Hockenheim-Choppers wurde die Dokumentation auf DMAX und VOX ausgestrahlt. Zahlreiche Dokus und TV-Shows folgten. Unter dem Titel Mit dem Custombike ans Nordkap wurde auf DMAX eine dreiteilige Dokumentation ausgestrahlt, bei der Marcus Walz zusammen mit seinem Kumpel Klaus Hülsmann auf zwei Custombikes insgesamt 4.500 km nach Norwegen ans Nordkap fuhren. Walz fuhr die Strecke dabei auf einer Starrrahmen-Harley.
2008 gründete Walz seine Firma WalzWerk-Racing, mit der er sich primär auf Motorräder aus dem Rennsport konzentrierte und hauptsächlich Industrieaufträge, z. B. für Yamaha Japan, Triumph Deutschland oder Detlef Louis realisierte.
2009 veröffentlichte Walz seine Biografie Hardcore for Life, und trennte sich von Winkler.
2010 stand Walz für die Tierrechtsorganisation PETA vor der Kamera. Er drehte mehrere Spots für Print-, Online- und TV-Kampagnen. Neben dieser ehrenamtlichen Kampagne ist Walz unter anderem auch Werbeträger für das Uhrenlabel G-Shock.
Im Dezember 2010 verkaufte Walz die von ihm 1993 gegründete Firma Walz Hardcore Cycles und alle damit verbundenen Namens- und Markenrechte an die Investorengruppe MIDAS. Im Januar 2011 übernahm Michael Kroheck die Geschäftsführung der Walz Hardcore Cycles GmbH, die 2013 ihr 20-jähriges Jübiläum feierte.
Im Herbst 2013 eröffnete Walz zusammen mit einem Partner das Restaurant und Szene-Lokal WalzWerk-Cafe auf dem Schlossplatz in Schwetzingen, weiterhin das „Hotel zum Erbprinzen“ am gleichen Platz.
Im Dezember 2014 wurde die Firma Walz Hardcore Cycles auf Grund eines Insolvenzantrags des Geschäftsführers geschlossen.

## Motorräder
Besonderheiten von Marcus Walz’ Custombikes sind, neben dem Drag-Style-Rahmen, primär die Reduzierung auf das Wesentliche und die „aufwändige Einfachheit“, die jedes seiner Bikes auszeichnete. Wichtig für seine Bikes ist auch die Fahrbarkeit und das Handling. Dabei verwendet Walz Technik aus dem Rennsport und arbeitet auch mit namhaften Herstellern und Zulieferern, wie Öhlins, Akrapovič, Brembo, SC-Project und BST Blackstone zusammen. Die Szene lobt ihn auch für seine ausgefallenen Ideen und seinen Mut selbst Nischen-Motorräder umzubauen. So versuchte sich Walz 2012 erstmals an einem Maxi-Roller der Firma Yamaha und wandelte ihn in einen Custom-Scooter um.

## Motorsport
Mitte der 1980er Jahre begann Walz mit dem professionellen Motorsport und bestritt seine ersten Rennen im Motocross (heute MX). Er bekam 1989 und 1990 einen Vertrag bei Kawasaki und nahm bei einigen Läufen der Deutschen Meisterschaft teil. 1990 verunglückte er bei einem Rennen schwer und lag mehrere Monate im Krankenhaus. Anschließend beendete er seine Profi-Karriere.
Nach einer rund fünfjährigen Pause kehrte Walz wieder zum Motorsport zurück und ist seitdem ohne nennenswerte Unterbrechungen bis heute erfolgreich im Rennsport aktiv. Unter anderem startet er seit 2010 im internationalen Triumph-Cup und fährt mit Motorrädern der Marke Ducati und KTM erfolgreich in ganz Europa Rennen.
Im vierten Lauf des Triumph-Cups 2018 in Oschersleben stürzte er und musste im Krankenhaus behandelt werden.

## Schriften
- Hardcore for Life. Huber, Mannheim 2009, ISBN 978-3-927896-28-4.